# Metis Island
Metis Island (englisch; bulgarisch остров Метис ostrow Metis) ist eine in ost-westlicher Ausrichtung 820 m lange, 140 m breite und 8,4 Hektar große Insel im Archipel der Biscoe-Inseln westlich der Antarktischen Halbinsel. Sie liegt 540 m vor der Westküste der Lavoisier-Insel, 6,8 km südsüdwestlich des Newburgh Point und 12,35 km nordöstlich des Zagrade Point von Krogh Island.
Die bulgarische Kommission für Antarktische Geographische Namen benannte sie 2020 nach Metis, Geliebte des Zeus und Mutter von Athene aus der griechischen Mythologie.